# Luzjasnjanka
Luzjasnjanka (vitryska: Лужаснянка) är ett vattendrag i Belarus.   Det ligger i voblasten Vitsebsks voblast, i den nordöstra delen av landet, 220 km nordost om huvudstaden Minsk.
Omgivningarna runt Luzjasnjanka är en mosaik av jordbruksmark och naturlig växtlighet. Runt Luzjasnjanka är det ganska tätbefolkat, med 139 invånare per kvadratkilometer.